# Eucalyptus marginata
Pour les articles homonymes, voir Jarrah (homonymie).
Espèce
Classification phylogénétique
Le jarrah marginata, ou jarrah tout court, est une espèce de plantes à fleurs du genre Eucalyptus et de la famille des Myrtaceae. C'est un arbre parmi les plus communs dans le sud-ouest de l'Australie. L'adjectif spécifique, marginata, fait référence à la nervure légèrement colorée qui suit le bord des feuilles. À cause de la ressemblance du bois de jarrah avec celui de l'acajou du Honduras, le jarrah fut autrefois désigné en Australie sous le nom de Swan River mahogany, d'après le nom du cours d'eau qui arrose Perth. On le désigne de nos jours presque exclusivement par son nom aborigène.

## Description
Le jarrah est un grand arbre qui peut atteindre 40 mètres de haut, le tronc pouvant avoir jusqu'à 2,6 mètres de diamètre, avec une écorce fibreuse, grossière, brun-grisâtre, rainurée verticalement, qui se desquame en longue bandes.
Les feuilles, de 8 à 13 cm de long sur 1,5 à 3 cm de large, sont souvent courbées, de couleur vert foncé brillant au-dessus, plus pâles en dessous.
Les boutons floraux pédonculés sont rassemblés en groupes de 7 à 11 ; chaque bouton est surmonté d'une capsule conique étroite de 5 à 9 mm de long. Les fleurs, blanches, ont 1 à 2 cm de diamètre. Elles fleurissent au printemps et en début d'été.
Les fruits, dont la forme varie de la sphère au tonneau, ont de 9 à 16 mm de long et de large.
L'écorce caractéristique des eucalyptus ne se desquame pas en pièces car elle contient de la résine, mais elle se divise en bandes fibreuses. Les jarrahs ont aussi la particularité d'avoir un lignotuber, un grand renflement souterrain qui stocke les glucides et permet aux jeunes arbres de repousser après un incendie. Grâce à leur enracinement profond (jusqu'à 40 mètres de profondeur), les jarrahs sont résistants à la sécheresse, ils sont en effet capables de tirer l'eau à grande profondeur pendant les périodes sèches.

## Distribution et habitat
L'espèce est endémique d'Australie-Occidentale.
Le jarrah est un élément important de son milieu, procurant de nombreuses niches pour la faune sauvage, notamment les oiseaux et les abeilles, lorsqu'il est vivant, mais aussi dans le creux qui se forme à la suite de la décomposition du cœur du bois, et lorsqu'il tombe, il fournit un abri à des habitants du sol tels que le chat marsupial de Geoffroy (Dasyurus geoffroii).
Le jarrah est très sensible au « dépérissement terminal », maladie causée par le Phytophthora cinnamomi, algue (autrefois assimilée à un champignon) qui provoque la pourriture des racines. Dans une grande partie des Darling Scarp, on a pris diverses mesures pour limiter l'extension de la maladie, en lavant les véhicules, ou en restreignant l'accès aux parties de forêts encore indemnes.

## Utilisation
Les fleurs de jarrah servent à la production de miel, mais son principal intérêt vient de son bois. C'est un bois lourd, avec un poids spécifique de 1,1 quand il est vert. Ses troncs longs et droits fournissent un bois à joli grain et richement coloré, résistant aux termites qui est apprécié pour l'ébénisterie, les parquets, les lambris et les meubles d'extérieur. Le bois fini a une couleur profonde, riche, brun rougeâtre et un grain attrayant. Quand il est frais, le bois de jarrah est facile à travailler mais une fois séché il devient si dur qu'aucun outil conventionnel n'est utilisable. C'est un bois très durable, même dans des situations exposées aux intempéries, ce qui en fait un matériau de choix pour les ponts, les quais, les traverses de chemin de fer, la construction navale et les poteaux télégraphiques.

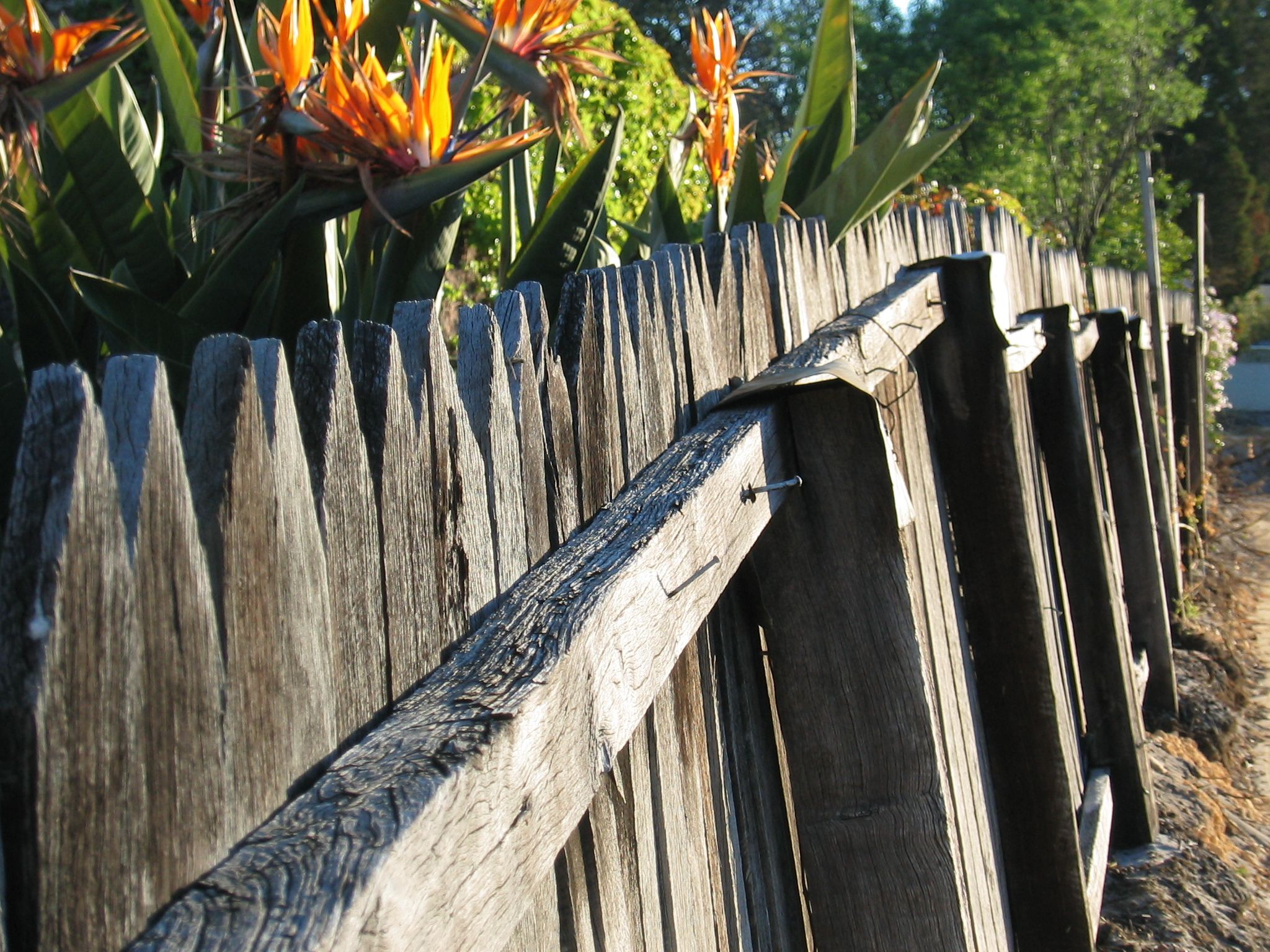
Le jarrah fut couramment employé en Australie-Occidentale pour faire des clôtures.

Le bois de jarrah est très voisin du bois de Karri (Eucalyptus diversicolor). S'agissant de deux arbres originaires du sud-ouest de l'Australie, les deux bois sont fréquemment confondus. On peut les distinguer en coupant un éclat et en le brûlant : le karri brûle complètement, produisant une cendre blanche, tandis que le jarrah se transforme en charbon de bois. La plupart des meilleurs jarrahs ont déjà été abattus dans le sud-ouest de l'Australie.
Une grande quantité de jarrah a été exportée au Royaume-Uni, où il a servi, découpé en pavés et recouvert d'asphalte, de revêtement routier. L'un des plus grands exportateurs à la fin du XIXe siècle a été M. C. Davies qui avait des moulins sur la Margaret River dans la région d'Augusta dans le sud-ouest et des ports à Hamelin Bay et Flinders Bay.
Le poète local, Dryblower Murphy, a même écrit un poème au début du XXe siècle sur le potentiel d'extraction d'alcool du bois de jarrah, « Comeanavajarrah », suggérant que les ressources pour le faire étaient infinies. Fait plus significatif, la plupart des sociétés qui exploitaient le jarrah au début du XXe siècle n'existent plus.
Heureusement, le jarrah est maintenant beaucoup plus valorisé, et il existe une activité de recyclage du bois à partir des maisons démolies. Même si, en 2004, du jarrah recyclé ancien en 10 cm par 5 cm) est habituellement proposé à la vente dans les journaux de Perth pour moins de 1,50 dollar australien le mètre.
Des chutes de coupe, des bois morts ou résidus d'incendie se vendent aussi comme bois de chauffage dans la région de Perth, et une tonne peut maintenant [hiver 2005] dépasser 160 dollars australiens. Les règles gouvernementales pour l'utilisation du bois de chauffage dans l'agglomération de Perth imposent que le bois soit bien sec afin de réduire la pollution. L'utilisation de jarrah est bonne dans les poêles à combustion lente et les foyers fermés et produit plus de chaleur que la plupart des autres bois disponibles.

## Liste des espèces et sous-espèces
Selon World Checklist of Selected Plant Families (WCSP) (5 févr. 2011) :
- Eucalyptus marginata Donn ex Sm. (1802)
  - sous-espèce Eucalyptus marginata subsp. elegantella Brooker & Hopper (1993)
  - sous-espèce Eucalyptus marginata subsp. marginata
  - sous-espèce Eucalyptus marginata subsp. thalassica Brooker & Hopper (1993)

## Galerie

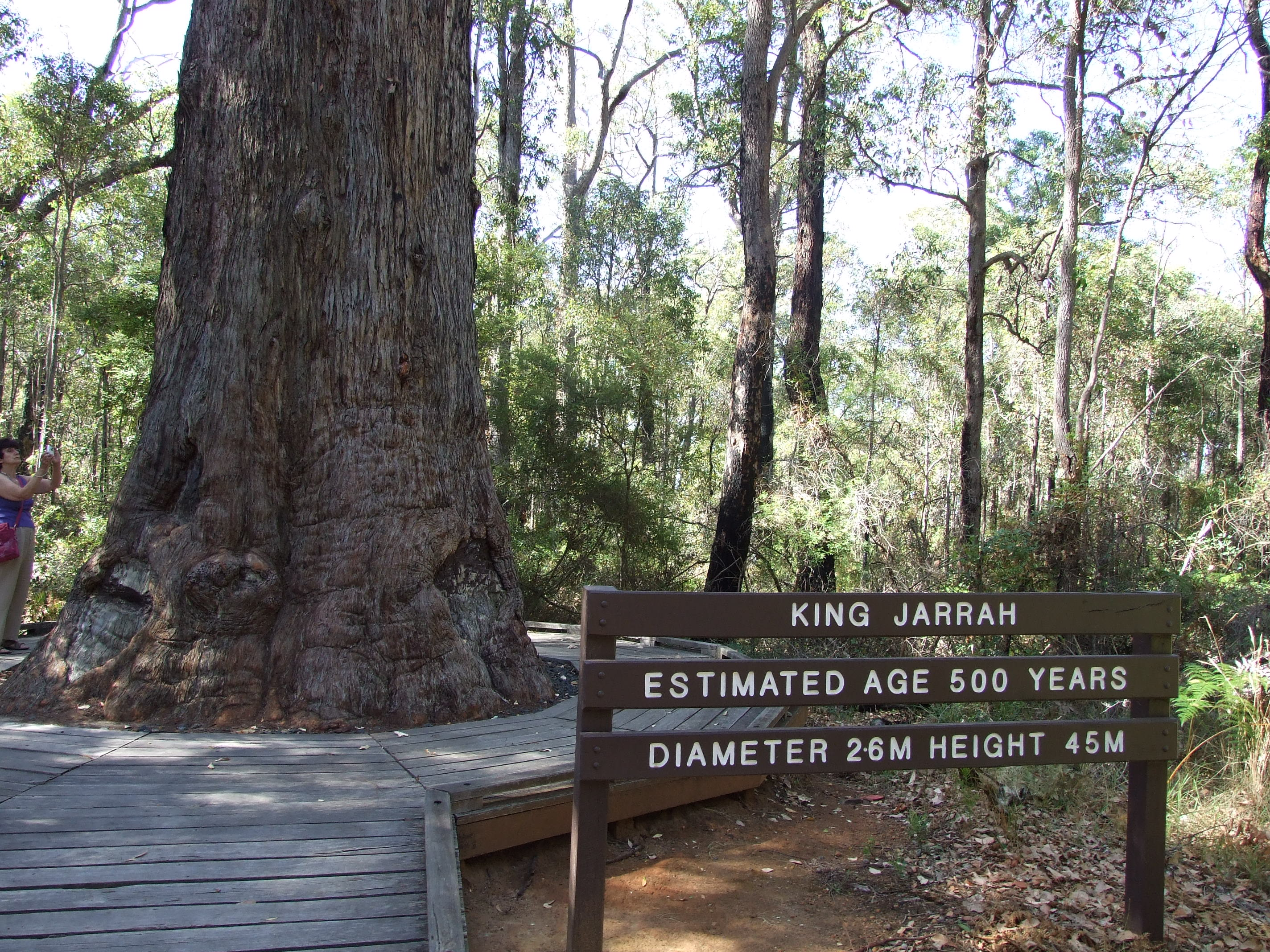
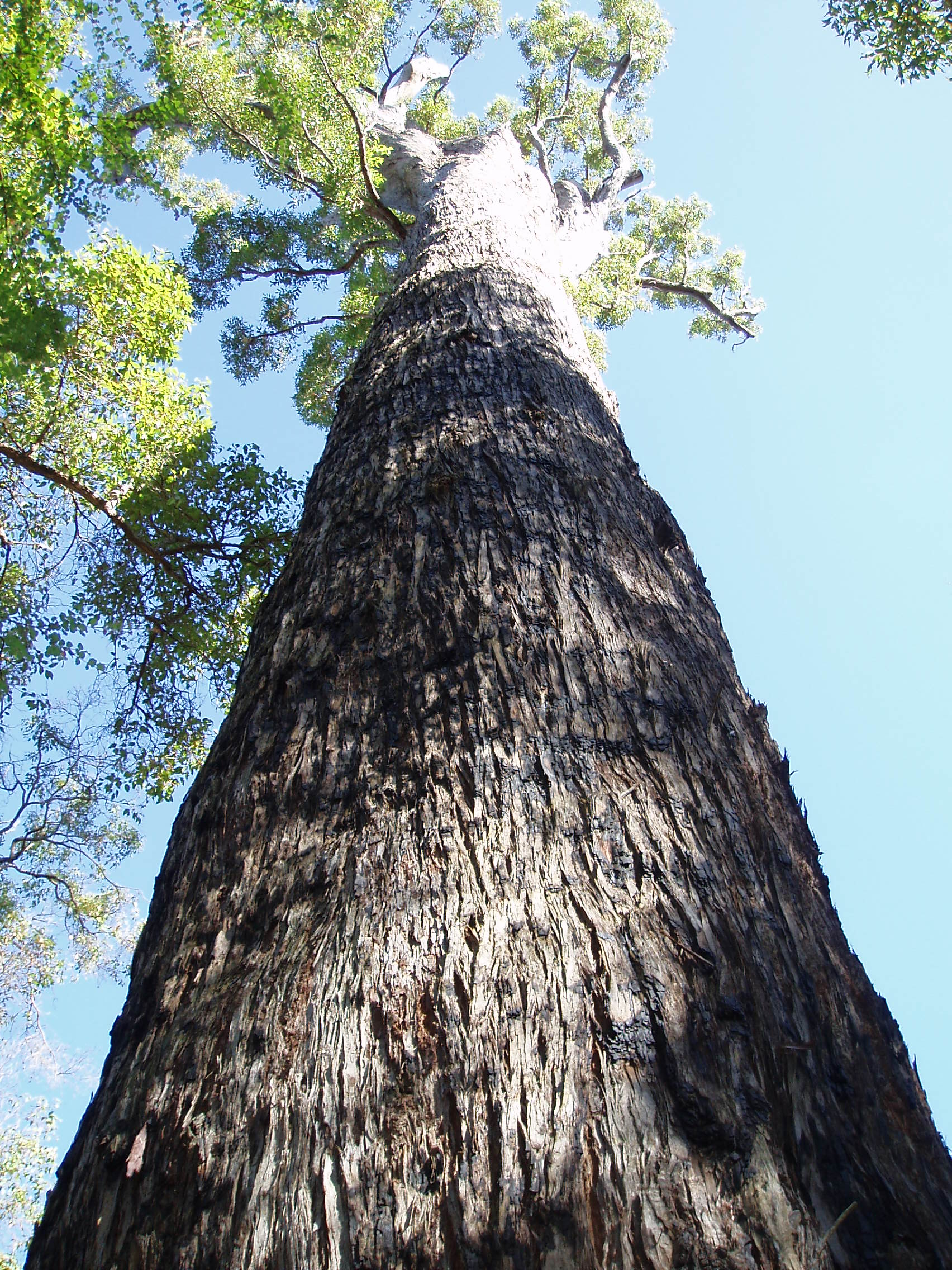
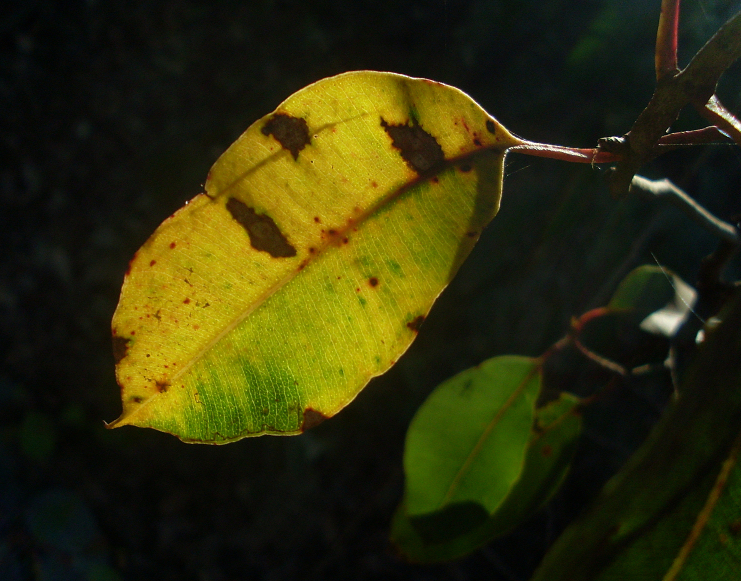